# Aubigny-Les Clouzeaux
Pour les articles homonymes, voir Aubigny et Les Clouzeaux.
Aubigny-Les Clouzeaux est une commune française, située dans le département de la Vendée, en région Pays de la Loire.
Constituée le 1er janvier 2016 par la fusion des communes d’Aubigny et des Clouzeaux, elle est dotée du statut de commune nouvelle. 

## Géographie

### Localisation
Le chef-lieu de la commune nouvelle, Aubigny, se situe au centre du département de la Vendée.
Aubigny-Les Clouzeaux jouxte par le sud-ouest La Roche-sur-Yon et se trouve à 30 km des plages de l'Atlantique.
Elle se trouve dans l'aire d'attraction de la Roche-sur-Yon, ainsi que dans sa zone d'emploi et dans son bassin de vie. Elle est la ville-centre de son unité urbaine.

### Communes limitrophes
| Venansault Landeronde   |                       | La Roche-sur-Yon        |
| Sainte-Flaive-des-Loups | Aubigny-les Clouzeaux | Nesmy                   |
| Nieul-le-Dolent         |                       | La Boissière-des-Landes |

### Géologie et relief
Le territoire d'Aubigny-Les Clouzeaux s'étend sur 52,28 km2

### Hydrographie

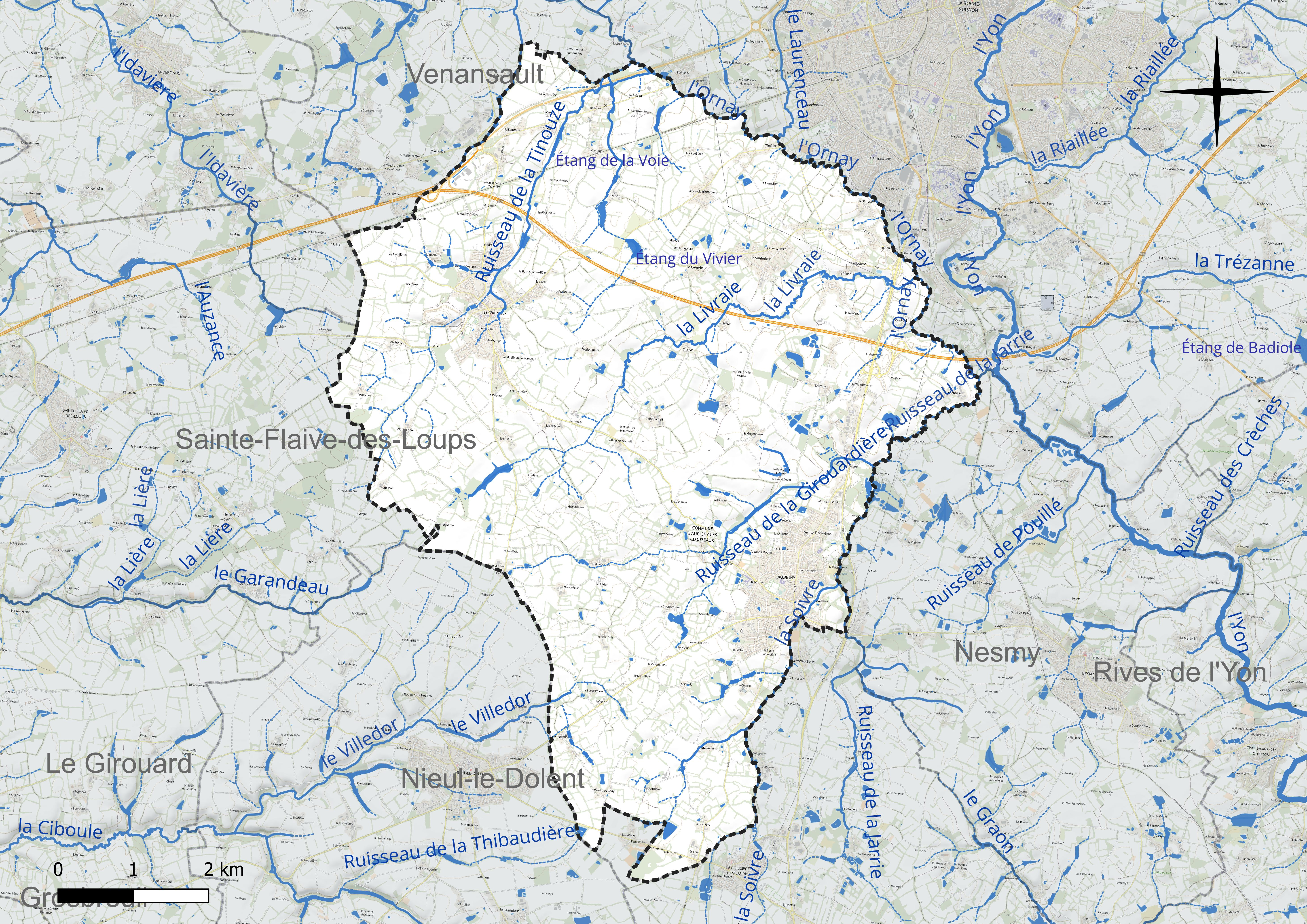
Carte bhydrographiquie de la commune.

Le terrritoire communal, qui compte de nombreux plans d'eau, est drainé par plusieurs ruisseaux.

### Climat
Pour des articles plus généraux, voir Climat des Pays de la Loire et Climat de la Vendée.
En 2010, le climat de la commune est de type climat océanique franc, selon une étude du CNRS s'appuyant sur une série de données couvrant la période 1971-2000. En 2020, Météo-France publie une typologie des climats de la France métropolitaine dans laquelle la commune est exposée à un climat océanique et se trouve dans la région climatique Bretagne orientale et méridionale, Pays nantais, Vendée, caractérisée par une faible pluviométrie en été et une bonne insolation.
Pour la période 1971-2000, la température annuelle moyenne est de 12,3 °C, avec une amplitude thermique annuelle de 13,6 °C. Le cumul annuel moyen de précipitations est de 802 mm, avec 12,4 jours de précipitations en janvier et 6,4 jours en juillet. Pour la période 1991-2020, la température moyenne annuelle observée sur la station météorologique de Météo-France la plus proche, sur la commune de La Roche-sur-Yon à 9 km à vol d'oiseau, est de 12,4 °C et le cumul annuel moyen de précipitations est de 885,5 mm,. Pour l'avenir, les paramètres climatiques de la commune estimés pour 2050 selon différents scénarios d'émission de gaz à effet de serre sont consultables sur un site dédié publié par Météo-France en novembre 2022.
| Mois                                  | jan.             | fév.             | mars           | avril           | mai           | juin          | jui.           | août           | sep.          | oct.            | nov.            | déc.            | année      |
| ------------------------------------- | ---------------- | ---------------- | -------------- | --------------- | ------------- | ------------- | -------------- | -------------- | ------------- | --------------- | --------------- | --------------- | ---------- |
| Température minimale moyenne (°C)     | 3,2              | 2,7              | 4,4            | 6               | 9,3           | 12,3          | 13,9           | 13,9           | 11,4          | 9,4             | 5,9             | 3,6             | 8          |
| Température moyenne (°C)              | 6,1              | 6,4              | 8,8            | 10,9            | 14,3          | 17,5          | 19,4           | 19,5           | 16,8          | 13,4            | 9,2             | 6,5             | 12,4       |
| Température maximale moyenne (°C)     | 9                | 10,1             | 13,1           | 15,7            | 19,3          | 22,8          | 24,9           | 25,1           | 22,1          | 17,3            | 12,5            | 9,5             | 16,8       |
| Record de froid (°C) date du record   | −14,9 16.01.1985 | −15,4 10.02.1986 | −10,3 01.03.05 | −4,1 04.04.1996 | −0,4 01.05.16 | 2,8 01.06.06  | 7,2 08.07.1996 | 5,1 31.08.1986 | 2,5 26.09.10  | −4,5 30.10.1997 | −7,1 22.11.1988 | −9,5 30.12.1996 | −15,4 1986 |
| Record de chaleur (°C) date du record | 15,9 26.01.08    | 21,6 27.02.19    | 24,1 19.03.05  | 28,1 30.04.05   | 31,9 26.05.17 | 38,8 27.06.19 | 41,5 18.07.22  | 38,7 09.08.03  | 34,3 04.09.23 | 30,5 08.10.23   | 21,1 01.11.15   | 18,7 07.12.00   | 41,5 2022  |
| Ensoleillement (h)                    | 73,6             | 106,4            | 151,1          | 183,6           | 210,8         | 229           | 241,4          | 235,7          | 199,1         | 128,8           | 88,9            | 74              | 1 922,4    |
| Précipitations (mm)                   | 94,8             | 70,5             | 64,4           | 65,9            | 62,4          | 45,3          | 47,9           | 52,1           | 71,9          | 98,7            | 108,1           | 103,5           | 885,5      |

## Urbanisme

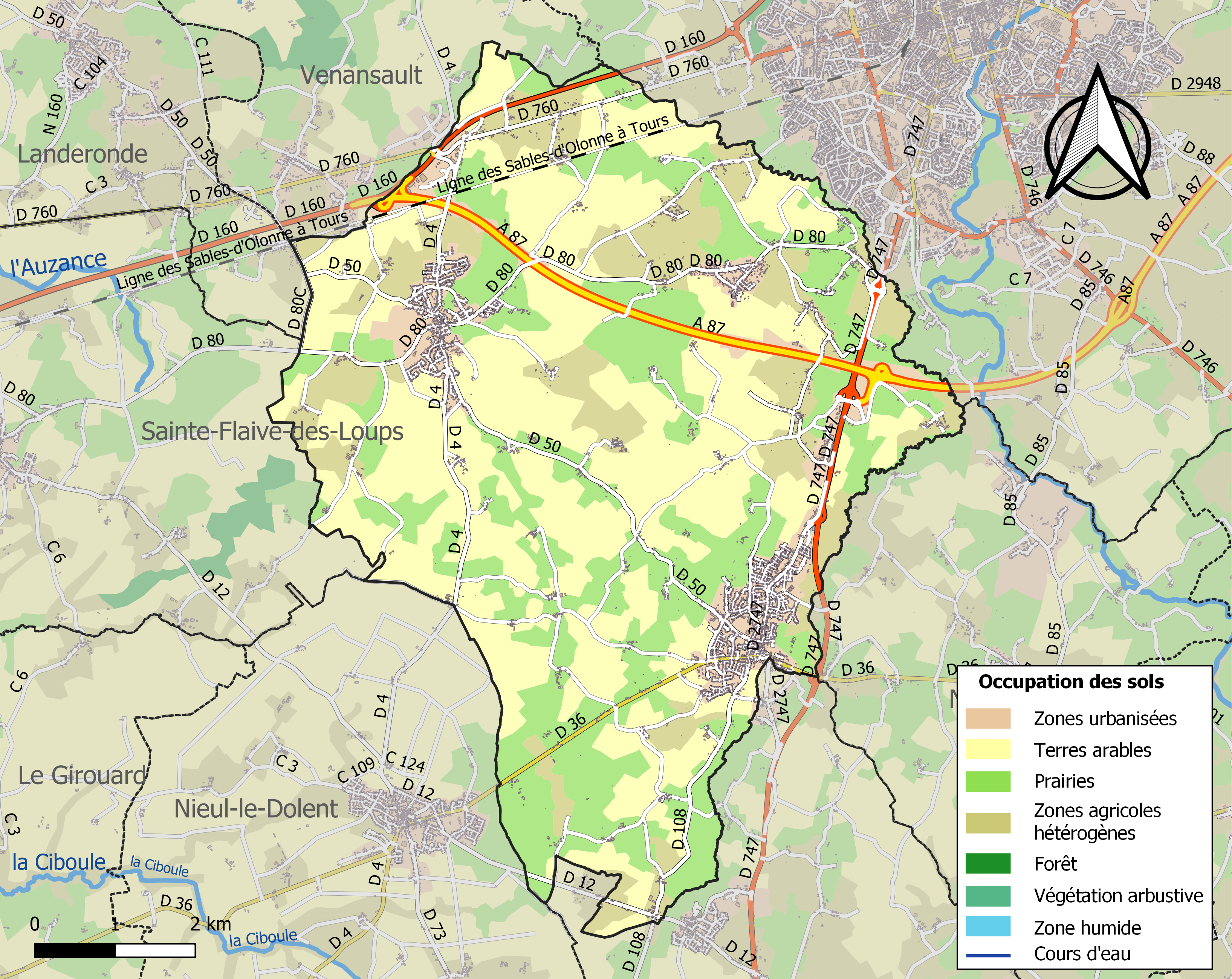
Carte des infrastructures et de l'occupation des sols de la commune en 2018 (CLC).

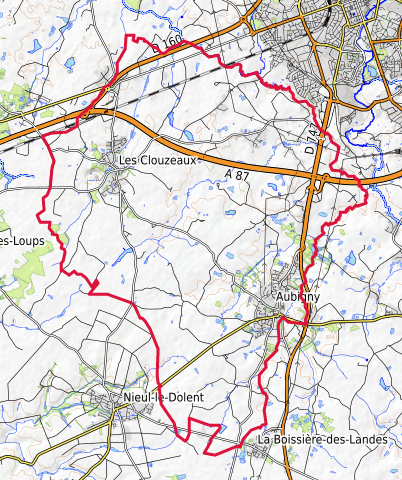
Carte topographique de la commune.

### Typologie
Au 1er janvier 2024, Aubigny-Les Clouzeaux est catégorisée bourg rural, selon la nouvelle grille communale de densité à sept niveaux définie par l'Insee en 2022.
Elle appartient à l'unité urbaine d'Aubigny-Les Clouzeaux, une unité urbaine monocommunale constituant une ville isolée,. Par ailleurs, la commune fait partie de l'aire d'attraction de La Roche-sur-Yon, dont elle est une commune de la couronne,. Cette aire, qui regroupe 45 communes, est catégorisée dans les aires de 50 000 à moins de 200 000 habitants,.

### Habitat
| Logements                                        | Nombre en 2010 | % en 2008 | nombre en 2015 | % en 2014 | nombre en 2021 | % en 2020 |
| ------------------------------------------------ | -------------- | --------- | -------------- | --------- | -------------- | --------- |
| Total                                            | 2 291          | 100 %     | 2 675          | 100 %     | 3 046          | 100 %     |
| Résidences principales                           | 2 189          | 95,5 %    | 2 463          | 92,1 %    | 2 821          | 96,6 %    |
| → Dont HLM                                       | 127            | 5,8 %     | 144            | 5,8 %     | 214            | 7,6 %     |
| Résidences secondaires et logements occasionnels | 26             | 1,2 %     | 38             | 1,4 %     | 105            | 3,5 %     |
| Logements vacants                                | 76             | 3.3 %     | 174            | 6,5 %     | 120            | 3,9 %     |
| Dont :                                           |                |           |                |           |                |           |
| → maisons                                        | 2 237          | 97,6 %    | 2 622          | 98,0 %    | 2 927          | 96,1 %    |
| → appartements                                   | 40             | 1,7 %     | 48             | 1,8 %     | 53             | 1,7 %     |

### Planification de l'aménagement
Aubigny et Les Clouzeaux disposaient chacune d'un plan local d'urbanisme (PLU). Leur révision générale est engagée et devrait aboutir en 2025 à un document d'urbanisme unique s'appliquant à l'ensemble de la commune nouvelle à la rentrée 2025, et organisant l'accueil d'une population nouvelle de 1 100 habitants entre 2025 et 2035.
Il sera toutefois remplacé fin 2027 par le plan local d’urbanisme intercommunal qu'élabore La Roche-sur-Yon-Agglomération sur la totalité de son territoire,.

### Voies de communication et transports
La commune, située au sud de l'agglomération de La Roche-sur-Yon, est desservie par l'autoroute A87, qui passe au nord du territoire communal, ainsi que par les anciennes routes nationales RN 160 et RN 747 (actuelles RD 760 et RD 747).
Le territoire communal est tangenté au nord par la ligne des Sables-d'Olonne à Tours, mais la station de chemin de fer la plus proche est la gare de La Roche-sur-Yon, desservie par des trains du TGV Atlantique circulant entre Paris-Montparnasse et Les Sables-d'Olonne, des trains Intercités circulant entre Nantes et Bordeaux-Saint-Jean ainsi que par des trains TER Pays de la Loire circulant principalement entre Nantes et Les Sables-d'Olonne.

### Énergie
Un parc éolien de 6 éoliennes, situé entre Aubigny-Les Clouzeaux et Nieul-le-Dolent est développé par VSB Énergies[réf. nécessaire]

## Toponymie
Le toponyme est constitué à partir des noms des deux communes déléguées, Aubigny et Les Clouzeaux.

## Histoire
La commune nouvelle d’Aubigny-Les Clouzeaux naît de la fusion de deux communes, Aubigny et Les Clouzeaux demandée en octobre 2015 par leurs conseils municipaux et décidée par l'arrêté préfectoral du 3 décembre 2015 qui a pris effet le 1er janvier 2016,.

## Politique et administration

### Rattachements administratifs et électoraux
La commune se trouve dès sa création en 2016 dans l'arrondissement de La Roche-sur-Yon du département de la Vendée.
Pour les élections départementales, elle fait partie du canton de La Roche-sur-Yon-2.
Pour l'élection des députés, elle fait partie de la deuxième circonscription de la Vendée.

### Intercommunalité
Aubigny-Les Clouzeaux est membre, comme l'étaient les anciennes communes fusionnées, de la communauté d'agglomération dénommée La Roche-sur-Yon-Agglomération, un établissement public de coopération intercommunale (EPCI) à fiscalité propre créé en 2010 et auquel la commune a transféré un certain nombre de ses compétences, dans les conditions déterminées par le code général des collectivités territoriales.

### Tendances politiques et résultats
| Année                     | 1er tour | 1er tour | 1er tour | 1er tour | 1er tour | 1er tour | 1er tour | 1er tour | 1er tour | 1er tour | 1er tour  | 1er tour  | 1er tour  | 2d tour     | 2d tour     | 2d tour     | 2d tour     | 2d tour     | 2d tour     | 2d tour            | 2d tour            | 2d tour            | 2d tour            | 2d tour     |
| Année                     | 1er      | 1er      | 1er      | %        | 2e       | 2e       | %        | 3e       | 3e       | %        | 4e        | 4e        | %         | 1er         | 1er         | %           | 2e          | 2e          | %           | 3e                 | 3e                 | %                  | 4e                 |             |
| ------------------------- | -------- | -------- | -------- | -------- | -------- | -------- | -------- | -------- | -------- | -------- | --------- | --------- | --------- | ----------- | ----------- | ----------- | ----------- | ----------- | ----------- | ------------------ | ------------------ | ------------------ | ------------------ | ----------- |
|                           |          |          |          |          |          |          |          |          |          |          |           |           |           |             |             |             |             |             |             |                    |                    |                    |                    |             |
| Élections présidentielles |          |          |          |          |          |          |          |          |          |          |           |           |           |             |             |             |             |             |             |                    |                    |                    |                    |             |
| 2017                      | 2017     |          | EM       | 29,41    |          | LR       | 19,51    |          | LFI      | 19,21    |           | FN        | 15,34     |             | EM          | 75,37       |             | FN          | 24,63       | pas de 3e et de 4e | pas de 3e et de 4e | pas de 3e et de 4e | pas de 3e et de 4e |             |
| 2022                      | 2022     |          | LREM     | 34,46    |          | RN       | 19,74    |          | LFI      | 19,48    |           | EÉLV      | 5,93      |             | LREM        | 66,07       |             | RN          | 33,93       | pas de 3e et de 4e | pas de 3e et de 4e | pas de 3e et de 4e | pas de 3e et de 4e |             |
|                           |          |          |          |          |          |          |          |          |          |          |           |           |           |             |             |             |             |             |             |                    |                    |                    |                    |             |
| Élections législatives    |          |          |          |          |          |          |          |          |          |          |           |           |           |             |             |             |             |             |             |                    |                    |                    |                    |             |
| 2017                      | 2017     |          | MoDem    | 37,16    |          | PS       | 16,05    |          | LR       | 13,04    |           | LFI       | 12,52     |             | MoDem       | 65,10       |             | LR          | 34,90       | pas de 3e et de 4e | pas de 3e et de 4e | pas de 3e et de 4e | pas de 3e et de 4e |             |
| 2022                      | 2022     |          | ENS      | 29,71    |          | NUPES    | 27,97    |          | RN       | 14,35    |           | LR        | 10,15     |             | ENS         | 55,59       |             | NUPES       | 44,41       | pas de 3e et de 4e | pas de 3e et de 4e | pas de 3e et de 4e | pas de 3e et de 4e |             |
| 2024                      | 2024     |          | ENS      | 38,79    |          | RN       | 30,94    |          | NFP      | 29,01    |           | LO        | 1,26      |             | ENS         | 66,10       |             | RN          | 33,90       | pas de 3e et de 4e | pas de 3e et de 4e | pas de 3e et de 4e | pas de 3e et de 4e |             |
|                           |          |          |          |          |          |          |          |          |          |          |           |           |           |             |             |             |             |             |             |                    |                    |                    |                    |             |
| Élections européennes     |          |          |          |          |          |          |          |          |          |          |           |           |           |             |             |             |             |             |             |                    |                    |                    |                    |             |
| 2019                      | 2019     |          | LREM     | 25,45    |          | EÉLV     | 16,08    |          | RN       | 16,04    |           | PS        | 8,50      | tour unique | tour unique | tour unique | tour unique | tour unique | tour unique | tour unique        | tour unique        | tour unique        | tour unique        | tour unique |
| 2024                      | 2024     |          | RN       | 27,88    |          | LREM     | 18,62    |          | PS       | 16,62    |           | LR        | 8,68      | tour unique | tour unique | tour unique | tour unique | tour unique | tour unique | tour unique        | tour unique        | tour unique        | tour unique        | tour unique |
|                           |          |          |          |          |          |          |          |          |          |          |           |           |           |             |             |             |             |             |             |                    |                    |                    |                    |             |
| Élections régionales      |          |          |          |          |          |          |          |          |          |          |           |           |           |             |             |             |             |             |             |                    |                    |                    |                    |             |
| 2021                      | 2021     |          | LR       | 32,53    |          | PS       | 19,10    |          | EÉLV     | 17,01    |           | RN        | 12,45     |             | UCD         | 45,40       |             | UGE         | 35,96       |                    | RN                 | 10,01              |                    |             |
|                           |          |          |          |          |          |          |          |          |          |          |           |           |           |             |             |             |             |             |             |                    |                    |                    |                    |             |
| Élections départementales |          |          |          |          |          |          |          |          |          |          |           |           |           |             |             |             |             |             |             |                    |                    |                    |                    |             |
| 2021                      | 2021     |          | UCD      | 47,97    |          | UG       | 38,29    |          | RN       | 13,74    | pas de 4e | pas de 4e | pas de 4e |             | UCD         | 59,04       |             | UG          | 40,96       | pas de 3e et de 4e | pas de 3e et de 4e | pas de 3e et de 4e | pas de 3e et de 4e |             |
|                           |          |          |          |          |          |          |          |          |          |          |           |           |           |             |             |             |             |             |             |                    |                    |                    |                    |             |

Lors du premier tour des élections municipales de 2020 dans la Vendée, la liste DVD menée par Jean-Pierre Mignien obtient la majorité absolue des suffrages exprimés, avec 1 252 voix (53,18 %, 26 conseillers municipaux élus dont 3 communautaires), devançant de 150 voix celle DVG menée par Michelle Grellier, qui a recueilli 1 102 voix (46,81 %, 7 conseillers municipaux élus dont 1 communautaire).
Lors de ce scrutin marqué par la pandémie de Covid-19 en France, 52,42 % des électeurs se sont abstenus.
À la suite de la démission du maire et de plus d'un tiers du conseil municipal, des élections municipales partielles sont organisées en mars 2023, et voient le succes de la liste DVG menée par Michelle Grellier, qui recueille la majorité absolue des suffrages exprimés, avec  1 464 voix (51,69 %, 25 conseillers municipaux élus dont 3 communautaires), devançant de 96 voix celle SE-DVD menée par Angélique Pasquereau (1 368 voix, 48,31 %, 8 conseillers municipaux élus dont 1 communautaire).
Lors de ce scrutin, 47,55 % des électeurs se sont abstenus.

### Administration municipale
Pour la période 2016-2020, l'ensemble des conseillers municipaux des deux communes fusionnées  constituaient le conseil municipal de la commune nouvelle. Pour le mandat 2020-2026, le nombre de conseillers est fixé à 33, y compris le maire, les maires délégués et les adjoints.
Les anciennes communes d'Aubigny et des Clouzeaux sont devenues des communes déléguées d'Aubigny-Les Clouzeaux.

### Liste des maires
| Période      | Période                   | Identité          | Étiquette | Qualité                                                                                               |
| ------------ | ------------------------- | ----------------- | --------- | --- |
| janvier 2016 | mai 2020                  | Jany Guéret       | PS        | Ingénieur en collectivité Maire d'Aubigny (2013 → 2015) Maire délégué d’Aubigny (2016 → 2020)         |
| mai 2020     | décembre 2022,            | Philippe Bouard   | DVD       | Commercial en matériel médical à la retraite Démissionnaire, ainsi qu'une partie du conseil municipal |
| mars 2023    | En cours (au 15 mai 2024) | Michelle Grellier | DVG       | Inspectrice des finances publiques                                                                    |

## Équipements et services publics

### Eau et déchets
Une réserve d'eau potable est aménagée dans l'ancienne carrière des Clouzeaux par Vendée Eau,.

### Culture
L'école de musique d'Aubigny et la Boîte à Clouzik des Clouzeaux ont décidé leur fusion en 2023, tout en gardant des locaux d'enseignement dans les deux villages.

### Santé
La commune dispose  d'une maison médicale, dont le chantier de restructuration et d'extension devrait débuter en septembre 2024,.

### Justice, sécurité, secours et défense
Une antenne de la Protection civile est implantée dans la commune.

## Population et société
Les habitants d’Aubigny-Les Clouzeaux sont appelés les Aubinois-Cluzéliens.

### Démographie
La population des anciennes communes puis de la commune nouvelle est connue par les recensements menés régulièrement par l'Insee. Ces chiffres concernent le territoire de l'actuelle commune nouvelle.
En 2025, la commune nouvelle comptait 7 129 habitants.
| 1968  | 1975  | 1982  | 1990  | 1999  | 2010  | 2015  | 2021  |
| ----- | ----- | ----- | ----- | ----- | ----- | ----- | ----- |
| 2 304 | 3 274 | 4 041 | 4 205 | 4 436 | 5 575 | 6 285 | 7 069 |

### Manifestations culturelles et festivités
- Le marché des créateurs, organisé par le Groupement des artisans locaux d'Aubigny-Les Clouzeaux, dont la dizième édition  a lieu en mai 2024[37].

## Culture locale et patrimoine

### Lieux et monuments

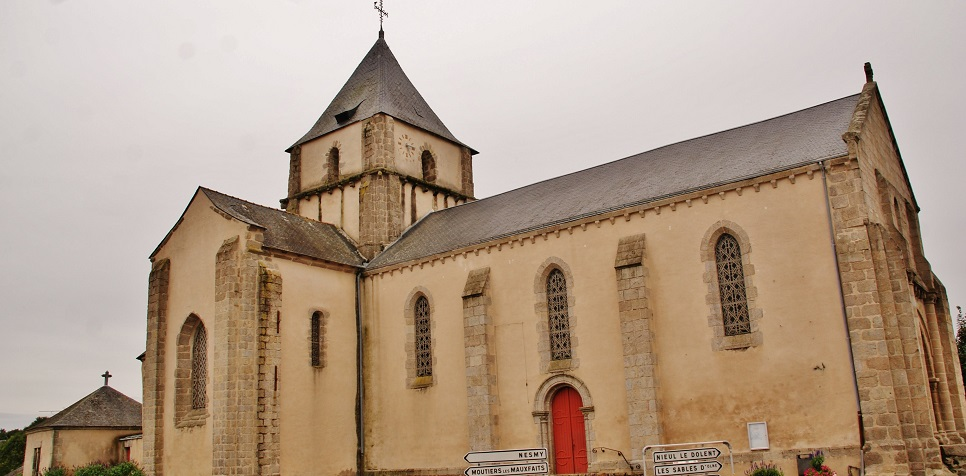
L'église Saint-Laurent d'Aubigny.

- Église Saint-Laurent  Inscrit MH (1926, à l'exception de la nef moderne)[38], à Aubigny.

### Personnalités liées à la commune
- Yannick Jaulin (1958-), conteur, acteur et dramaturge né à Aubigny[39].

## Pour approfondir